# Palacios reales de Abomey
Los Palacios reales de Abomey son edificios de tierra que fueron construidos por el pueblo fon para sus monarcas desde la mitad del siglo XVII hasta finales del XIX.
Doce reyes consecutivos construyeron sus palacios en esta zona de la ciudad dentro del mismo recinto. Solo uno de ellos, el rey Akaba, lo hizo fuera del mismo.
El conjunto monumental fue inscrito simultáneamente en la lista de bienes del Patrimonio Mundial de la Humanidad y en la de bienes amenazados. El hecho tuvo lugar en 1985 después de que un tornado ocurrido el año anterior azotara la ciudad de Abomey dañando gravemente el recinto palaciego y los museos.
Desde entonces varios programas de conservación han realizado trabajos efectivos para restaurar estos monumentos que, por otra parte, son el único vestigio que queda de esta desaparecida dinastía monárquica.
Desde 1993, 50 de los 56 bajorrelieves que adornaban las paredes externas del palacio del rey Glèlè han sido localizados y recolocados en el edificio reconstruido. Estos bajorrelieves son iconografías que relatan el poder y la historia de la tribu fon.
En 2007, el sitio fue retirado de la lista de bienes amenazados.